# Pjotr Aleksandrovič Čičerin
Pjotr Aleksandrovič Čičerin (rusko Пётр Александрович Чичерин), ruski general, * 1778, † 1848.
Bil je eden izmed pomembnejših generalov, ki so se borili med Napoleonovo invazijo na Rusijo; posledično je bil njegov portret dodan v Vojaško galerijo Zimskega dvorca.

## Življenje
8. aprila 1785 je vstopil v Preobraženski polk in 1. maja 1789 je bil premeščen v dvorni konjeniški polk. 7. septembra 1797 je bil povišan v korneta in 4. decembra 1803 v polkovnika. Sodeloval je v bitki pri Austerlitzu in tudi v kampanji leta 1806-07. 
12. decembra 1809 je postal poveljnik dragonskega polka, s katerim se je udeležil velike patriotske vojne. 6. decembra 1812 je bil povišan v generalmajorja. Pozneje je postal poveljnik 1. brigade 1. lahke gardne konjeniške divizije. 15. decembra 1825 je bil povišan v generaladjutanta in 1. januarja naslednje leto še v generalporočnika. 
Leta 1828-29 se je bojeval proti Turkom in leta 1831 proti Poljakom. 22. aprila 1834 je bil povišan v generala konjenice.